# Funk'n'Lata
Funk'n'Lata é grupo de percussão criado por Ivo Meirelles em 1995
O Funk'n'Lata - com seus integrantes artificialmente loiros, inspirados na moda lançada por Meirelles - utiliza elementos de black music, sambalanço, funk carioca, charm, rap, hip hop e funk executados com instrumentos de baterias de escola de samba como repiques, surdos e chocalhos, obtendo resultado original.
O DJ Luciano Oliveira, o MC Sabãozinho afirma que a sonoridade do grupo foi uma das inspirações do "tamborzão", presente no funk carioca desde 1998.
Em 2001, Ivo saiu do grupo para investir em carreira solo, no seu lugar entrou o cantor Mario Brother
Uma canção do grupo Não é Mole Não foi usada como tema do seriado da TV Globo, Minha Nada Mole Vida.
Em 2017, Ivo Meirelles volta ao comando do grupo, lançando em novembro, o single Mangueira de Seu Jorge, em dueto com o cantor Meirelles e o Funk'n'Lata já haviam gravado a canção com o próprio Seu Jorge e Paula Lima no primeiro álbum solo da cantora, É Isso Aí, lançado em 2001,, em dezembro de 2007  lançam o single O Funk'n Lata vai tocar, parceria com a banda holandesa Bernie's Lounge e vocais do grupo de pagode Bom Gosto.

## Discografia
- O Coro Tá Comendo (1998)
- Funk'n'Lata (1999)